# Коняев, Андрей Юрьевич
Андре́й Ю́рьевич Коня́ев (род. 13 июня 1984, Тамбов, РСФСР, СССР) — российский журналист и популяризатор науки. Издатель научно-популярного интернет-издания N + 1, в 2015—2017 годах был главным редактором. Бывший колумнист и шеф-редактор отдела «Наука и техника» на сайте Lenta.ru. Основатель сообществ «Лентач» и «Образовач». Преподаватель мехмата МГУ, кандидат физико-математических наук. Ведущий подкаста «KuJi Podcast».

## Биография
Родился 13 июня 1984 года в Тамбове. C 1998 по 2002 год учился в Тамбовском областном физико-математическом лицее. В 2007 году окончил механико-математический факультет МГУ. В 2011 году под научным руководством профессоров Анатолия Фоменко и Алексея Болсинова защитил диссертацию на соискание учёной степени кандидата физико-математических наук на тему «Алгебраические и геометрические свойства систем, получаемых методом сдвига аргумента». С 2010 года является сотрудником кафедры дифференциальной геометрии и приложений.

### Лента.ру
С 2008 года работал редактором новостей, написал множество статей и колонок. В 2012 году возглавил рубрику «Наука и техника». С 2011 года руководил пабликом Ленты во ВКонтакте (неофициальное название — «Лентач»). В ноябре 2012 года Лента.ру получила Антипремию Рунета «За отжыги в соцсетях». Как и большинство сотрудников, ушёл из Ленты весной 2014 года после увольнения главного редактора Галины Тимченко. Паблик во ВКонтакте был переименован в «Лентач» и передан в управление группе читателей.

### После Ленты
Написал одну из глав биографической книги Галины Тимченко «Дорогая редакция. Подлинная история „Ленты.ру“, рассказанная её создателями», которая вышла осенью 2014 года.
В июне 2014 года совместно с Антоном Носиком основал SMM-агентство «Мохнатый сыр». В июле создал во ВКонтакте паблик о науке «Образовач».
В апреле 2015 года на базе Образовача запустил новое издание о науке «N + 1». В сентябре 2015 года «N + 1» получил премию журнала «Сноб» «Сделано в России» в категории «Медиа». В феврале 2016 года «N + 1» получил премию министерства образования и науки РФ «За верность науке» в категории «Лучший онлайн-проект о науке».
В июле 2016 года вместе с Игорем Белкиным отстранил администратора паблика «Лентач» Марка Шейна от работы на правах основателя. В августе объявил об объединении «Мохнатого сыра», «Лентача» и «Образовача» в медиакомпанию «Пикчер».
С октября 2017 по февраль 2022 года вместе с Ириной Воробьёвой вёл программу о науке «На пальцах» на радио «Эхо Москвы».
С мая 2018 года — один из ведущих подкаста «KuJi Podcast» (вместе с Тимуром Каргиновым).

#### Телевидение
Был ведущим рубрики «Наука в парке» в телепередаче Алексея Пивоварова «Парк» на «Первом канале» летом 2015 года. В сентябре 2016 года, после назначения Пивоварова генеральным продюсером телеканала RTVi, стал главным консультантом этого телеканала по SMM, а с 8 февраля 2019 по 13 февраля 2021 года — ведущим авторской программы «N+2».